# لويس غايلورد كلارك
لويس غايلورد كلارك (بالإنجليزية: Lewis Gaylord Clark)‏ هو صحفي أمريكي، ولد في 5 أكتوبر 1808، وتوفي في 3 نوفمبر 1873.